# Robert von Chester
Robert von Chester (latinisiert: Robertus Castrensis) war ein englischer Arabist und Mathematiker, der in den 1140er-Jahren in Spanien (Segovia) wirkte und danach nach England zurückkehrte.
Er übersetzte mathematische Texte der Araber ins Lateinische, darunter die Algebra von al-Chwarizmi (1145) und verschiedene Euklidkommentare. Von ihm stammen auch Texte zur Alchemie, eines davon eine Übersetzung eines Kompendiums aus Byzanz.
Manchmal wurde und wird er mit Robert von Ketton (Robertus Kettenensis) identifiziert, einem weiteren englischen Übersetzer aus dem Arabischen, der aber im Königreich Navarra wirkte.